# Dice Stacking

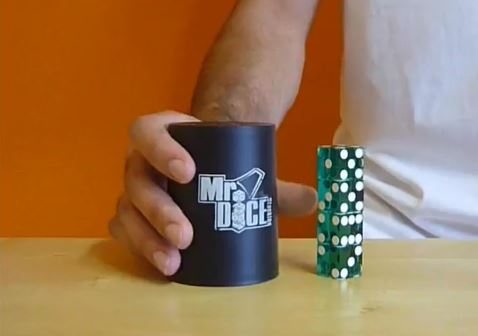
4-Würfel-Stapel

Dice Stacking bzw. Würfel Stapeln oder Turmwürfeln ist ein Geschicklichkeitsspiel für einen Spieler, bei dem Spielwürfel mit Hilfe eines Bechers gestapelt werden.

## Ablauf
Mit einem Würfelbecher werden mehrere Casinowürfel von einer flachen Oberfläche, insbesondere von einem Tisch oder einer Hand, aufgenommen. Anschließend wird der Becher kopfüber auf den Tisch gestellt, so dass die Würfel wie ein Turm übereinander gestapelt zu liegen kommen, ohne dabei die Würfel direkt mit der Hand zu berühren. Seinen Reiz erzielt das Spiel durch die verschiedenen Variationen bei der Aufnahme der Würfel sowie durch die Anzahl der aufzunehmenden Würfel und dem damit einhergehenden Schwierigkeitsgrad. Um eine große Anzahl von Würfeln aufeinander zu stapeln, finden tiefere Würfelbecher Verwendung.

## Wettkampf
Damit Dice Stacking als Wettkampf gespielt werden kann, wurde von der WDSA (World Dice Stacking Association) ein umfangreiches Regelwerk erstellt. Spielbar wird Dice Stacking durch die Erfindung von Heiko Sehnert und seinem „DiceBoard“, auf dem ein fester Ablauf an Bewegungen eingezeichnet ist. In zwei Disziplinen können hierbei die Dice-Stacker gegeneinander antreten, zum einen in der „Full-Area“-Disziplin und zum anderen der „Speed-Area“-Disziplin.
Die erste deutsche Meisterschaft im Dice Stacking fand am 24. Mai 2008 in Essen statt, bei der Maximiliano Pugliese als Sieger hervorging. Er konnte außerdem die zweite deutsche Meisterschaft vor Tim Dithmer und Martin Middendorf, die beide den zweiten Platz belegten, für sich entscheiden. Das Freestyle-Doppel, das bei der 2. Deutschen Meisterschaft neu hinzugekommen ist, gewannen Martin Middendorf zusammen mit Adrian Vogel. Die dritte Meisterschaft im Würfelstapeln fand 2010 in Bocholt (Nordrhein-Westfalen) statt. Auch hier setzte sich Maximiliano Pugliese gegen die Konkurrenz durch und erlangte, zum dritten Mal in Folge, den Titel "Deutscher Meister im Dice Stacking".

## Rekord und Materialien
Weltrekordhalter für die meisten übereinander gestapelten Würfel ist der deutsche Zauberkünstler Enzo Paolo, der unter Verwendung eines speziell angefertigten Bechers, einen Turm von 23 Würfeln schaffte.
Der höchste "in Etappen" errichtete Würfelturm (zu sehen auf einem Video auf YouTube) besteht aus 40 Würfeln, die von Maximiliano Pugliese (Deutschland) in 4-er Schritten aufeinander gestapelt wurden. Dabei wurden in Form von sog. "Pointstacks" 40 Würfel übereinander gestapelt. Diese Technik zählt im Kreis der Würfelstapler als vergleichbar.
Durch stark steigendes Interesse an dieser Spiel- und Sportart versuchten Firmen und Privatleute das für ihre kommerziellen Produkte zu nutzen. Meist werden Billigprodukte angeboten, die kaum zum Dice-Stacken einzusetzen sind. Originale Kasino-Würfel ermöglichen einen schnelleren Lernerfolg. Sie sind für schwierigere Tricks besser geeignet als herkömmliche Spielwürfel, da sie keine abgerundeten Kanten haben. Außerdem sind die Punkte auf den einzelnen Seiten nicht gefräst, sondern wurden erst exakt ausgefräst und dann mit einem weißen Material wieder aufgefüllt. Dadurch bieten Casinowürfel eine maximale Auflagefläche und somit eine große Stabilität des Würfelturms.

## Techniken
Upstack: Bei dieser Technik werden die Casinowürfel vom Tisch, der Hand oder anderen Oberflächen mit dem Becher aufgenommen. Danach wird der Becher mit den Würfeln auf dem Tisch oder auf anderen Gegenständen abgestellt und es bildet sich ein Würfelturm. Dies ist die Grundtechnik für alle weiteren Dice Stacking Tricks.
Downstack: Hier werden die Würfel von einem bestehenden Würfelturm einzeln in den Becher aufgenommen und anschließend wieder zu einem Turm auf dem Tisch abgestellt.
Pointstack: Der Pointstack gehört zu den schwierigsten Dice Stacking Techniken. Hier werden zuerst einige Würfel in einen Becher aufgenommen und mit einer speziellen Schwungbewegung auf einem Gegenstand abgestellt z. B. auf einem anderen Becher, einem anderen Würfelturm oder, wie es Thomas Fischbach bei "Wetten, dass..?" gezeigt hat, auf Nagelköpfen.
Diese 3 Techniken sind nur Grundtechniken und aus ihnen kann man sehr viele verschiedene Tricks gestalten.